# 马蹄湾乡
马蹄湾乡是中国陕西省汉中市略阳县下辖的一个乡。

## 行政区划
马蹄湾乡下辖以下行政区：
马蹄湾村、史家庄村、大石硖村、付家山村、禅觉寺村